# Lysozus columbianus
Lysozus columbianus är en tvåvingeart som beskrevs av Günther Enderlein 1914. Lysozus columbianus ingår i släktet Lysozus och familjen vapenflugor.
Artens utbredningsområde är Colombia. Inga underarter finns listade i Catalogue of Life.